# Ramiz Mehdiyev
Ramiz Mehdiyev (en azerí: Ramiz Ənvər oğlu Mehdiyev) es una figura política azerbaiyana, exjefe de la Administración Presidencial de la República de Azerbaiyán (1995-2019), Presidente de la Asociación de filosofía y ciencias social-políticos de Azerbaiyán, miembro de la Academia Nacional de Ciencias de Azerbaiyán, Presidente de la Academia Nacional de Ciencias de Azerbaiyán (2019-2022). 

## Biografía
Ramiz Mehdiyev nació el 17 de abril de 1938. Después de su graduación de la escuela Náutica de Bakú en 1957. En 1961 empezó a estudiar en la facultad histórica de la Universidad Estatal de Azerbaiyán de nombre de Kirov. En 1968 empezó al posgrado en la facultad de filosofía en la Universidad Estatal de Moscú. Desde 1972 trabajó como profesor en la Universidad Estatal de Azerbaiyán. 
En 1993 ha sido doctorante en Ciencias Filosóficas.
Por las decisión del Presidente de la República de Azerbaiyán Heydar Aliyev del febrero de 1994 Ramiz Mehdiyev fue nombrado el Jefe del departamento de la Administración Presidencial de la República de Azerbaiyán, y después en el febrero de 1995 fue nombrado el Jefe de Administración Presidencial de la República de Azerbaiyán. 
En el octubre de 2019 según la decisión del Presidente de República de Azerbaiyán Ilham Aliyev Ramiz Mehdiyev ha sido relevado de su jefatura de Administración Presidencial de la República de Azerbaiyán. Del 23 de octubre de 2019 al 14 de febrero de 2022 fue Presidente de Academia Nacional de Ciencias de Azerbaiyán.

## Órdenes, medallas y premios
- Orden Heydar Aliyev[3]
- Orden Istiglal
- Orden Shohrat[4]
- Orden Sharaf
- Orden de la Amistad